# Stockholms bloedbad

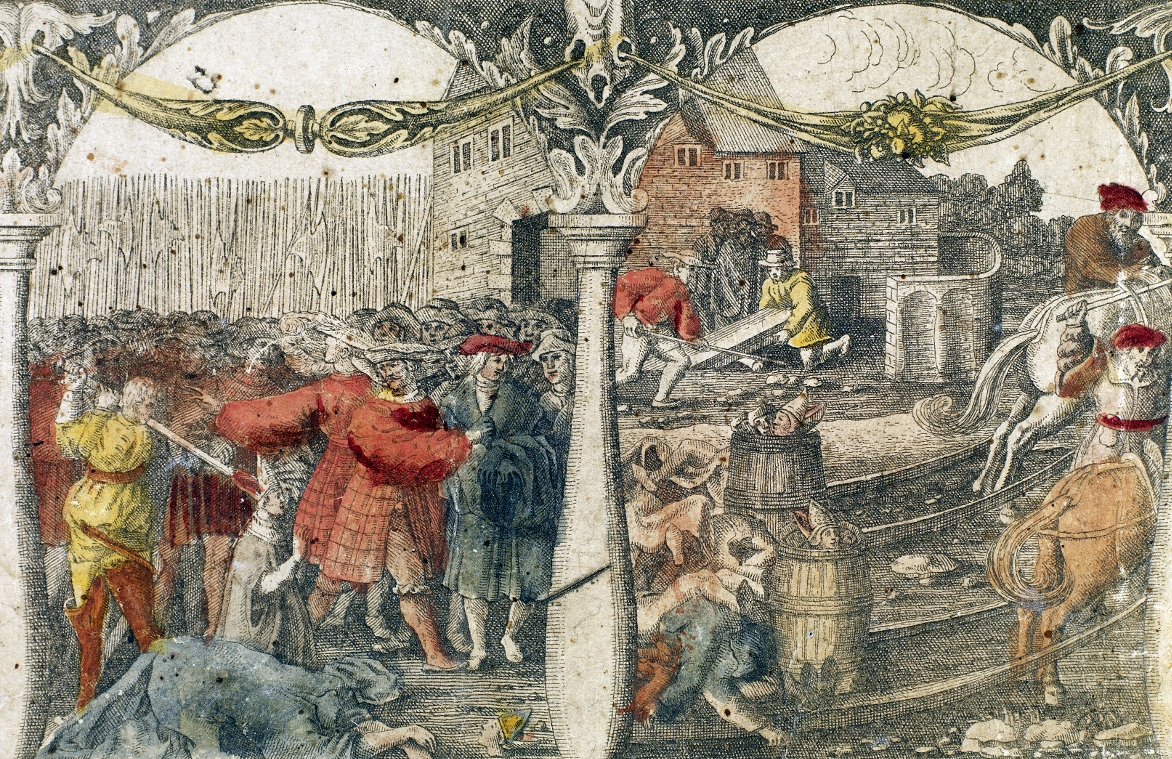
Het bloedbad

Het Stockholms bloedbad (4–10 november 1520) was een massale executie van Zweedse edellieden waarmee de Deense koning Christiaan II van Denemarken een einde aan de Zweedse opstandigheid tegen de Unie van Kalmar wilde maken.

## Voorgeschiedenis
Aan verwoede pogingen van verschillende Deense koningen om Zweden weer onder het gezag van de Kalmarmonarchie te krijgen was door de afzetting van Johan I van Denemarken in 1501 opnieuw een voorlopig einde gekomen.

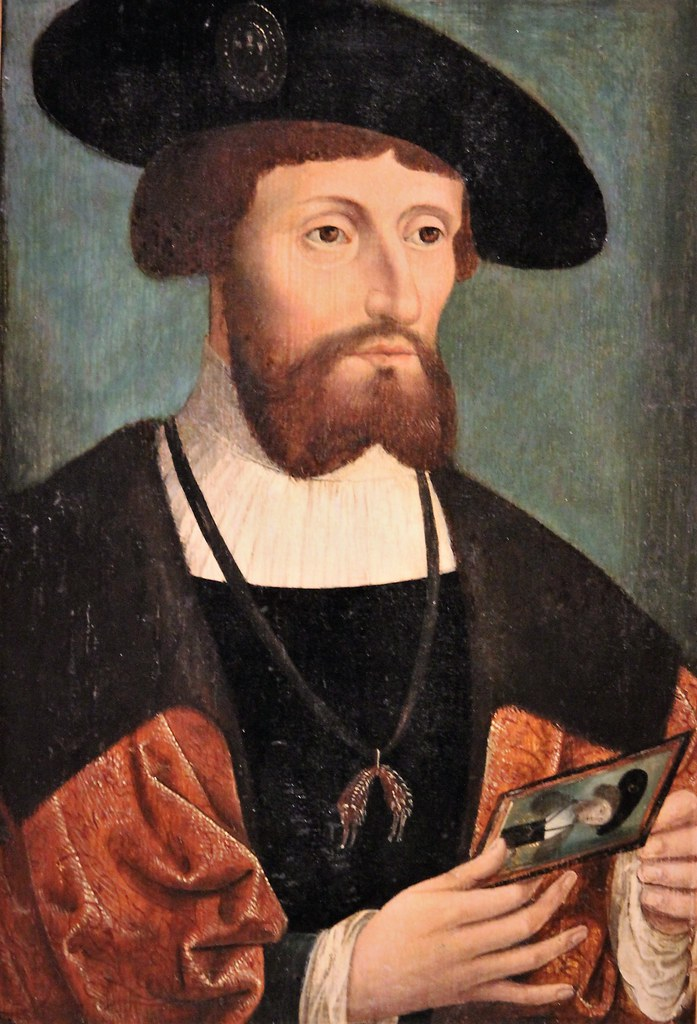
Christiaan II van Denemarken

In 1513 werd Christiaan II gekroond tot koning van Denemarken, en daardoor automatisch monarch van de Unie van Kalmar. Tijdens de regering van zijn vader had hij al actief deelgenomen aan het neerslaan van de Zweedse opstand. Hij stelde zich dan ook ten doel de vereniging met Zweden te bewerkstelligen.
Zijn eerste poging in 1518 (Slag bij Brännkyrka) mislukte en hij werd gedwongen zijn legers terug te trekken.
De inval van 1520, waarbij de regent van Zweden Sten Sture de Jongere zwaargewond raakte – en kort daarop overleed – leidde tot het succes waarnaar Christiaan II streefde. De adel en clerus waren bereid hem te erkennen als koning van Zweden, maar verzochten Christiaan II om clementie en gratie te verlenen aan de opstandelingen. Daar ging de Deense koning mee akkoord en zo konden de voorbereidingen getroffen worden voor de kroning die op 4 november 1520 zou plaatsvinden.

## Het bloedbad
Christiaan II was echter vastbesloten om definitief af te rekenen met de opstandige edelen, en zocht naar een aanvaardbare manier. Een beschuldiging van landverraad zou de anti-Deense gevoelens weer kunnen aanwakkeren. De excommunicatie van de edelen wegens ketterij, uitgesproken door de paus, bleek de oplossing. Christiaan II was daardoor ontslagen van zijn toezegging om gratie te verlenen aan de edelen, omdat hij nu niet in naam van de staat maar in naam van de kerk een oordeel velde.
Op 7 november 1520, na een driedaags feest na zijn zalving tot koning, riep Christiaan II een groep edelen bijeen en in aanwezigheid van de aartsbisschop Trolle uitte hij zijn beschuldigingen wegens ketterij jegens hen. De terechte repliek van de edelen, dat deze vermeende ketterij een kerkelijke en geen staatkundige beschuldiging betrof – wat zou inhouden dat niet Christiaan II maar de paus zelf als rechter zou moeten oordelen – werd van de hand gewezen.
Hoewel de beschuldiging van ketterij – en in het bijzonder de vijandigheid jegens aartsbisschop Trolle – zich vooral richtte tegen de onlangs gesneuvelde Sten Sture de Jongere, bleek uit een document dat diverse leden van de adel en clerus ter ondersteuning van Sten Sture hadden ondertekend.
Op 8 november 1520 begonnen de executies van de verdachten. Deze zouden drie dagen duren. In totaal werden er zo’n 94 personen omgebracht, onder wie 2 bisschoppen en enkele burgers. Het merendeel bestond echter uit hoge Zweedse edelen 
in Stockholm, Jönköping, Vadstena, Raseborg en Hämeenlinna.

## Nasleep
De Zweedse verontwaardiging over deze daad was groot en bevestigde alleen maar het streven naar zelfstandigheid. In 1523 kwam een einde aan de deelname van Zweden aan de Unie van Kalmar, waardoor deze unie als zodanig ophield te bestaan. Christiaan II verloor zijn kroon aan zijn oom Frederik.